# Blue Omega Entertainment
Blue Omega Entertainment fue una empresa productora de cine y videojuegos americana, con sede en Annapolis, Maryland. Fue fundada en el año 2003. Produjo dos películas de terror, La casa del terror (2006) y Danika (2006), y el videojuego Damnation (2009), que fue publicado por Codemasters. 
Blue Omega Entertainment fue desmantelada el 26 de junio de 2009, debido al fracaso comercial del videojuego Damnation.